# Sphodromantis quinquecallosa
Sphodromantis quinquecallosa es una especie de mantis de la familia Mantidae.

## Distribución geográfica
Se encuentra en África.